# Wilczekland
Wilczekland (russisch Земля Вильчека Semlja Wiltscheka) ist eine Insel im Südosten des Franz-Josef-Landes im Arktischen Ozean. Sie liegt am Austria-Sund gegenüber der Hall-Insel. Wilczekland ist mit etwa 2200 km² Fläche die zweitgrößte Insel des Archipels. Die Oberfläche des bis zu 606 m hohen Wilczek-Lands ist – mit Ausnahme einiger schmaler Küstenbereiche im Norden und Süden der Insel – nahezu vollständig vergletschert.
In der Persey-Bucht an der Südküste, etwa 9 km von Wilczekland entfernt (bei 80° 21′ N, 60° 15′ O), liegt die 4 km² große Klagenfurt-Insel (Остров Клагенфурт). Sie ist nach der Hauptstadt Kärntens benannt.

## Geschichte
Wilczekland wurde 1873 von der Österreich-Ungarischen Nordpolarexpedition (1872–1874) entdeckt und – wie schon zuvor die Wilczek-Insel – nach dem wichtigsten Förderer des Unternehmens, Johann Nepomuk Graf Wilczek, benannt. Julius Payer kartierte den Süden und Westen der Insel im Frühjahr 1874 während einer Exkursion mit dem Hundeschlitten.
Eine Gruppe unter Leitung von Evelyn Baldwin legte während Walter Wellmans gescheiterter Nordpolexpedition von 1898/99 am Kap Heller ein Depot an. Zu seiner Bewachung ließ Baldwin im Oktober 1898 zwei Expeditionsteilnehmer, die Norweger Bernt Bentsen (1860–1899) und Paul Bjørvig, in einer primitiven Behausung aus aufgeschichteten Steinen zurück. Bentsen wurde im November krank und starb Anfang Januar 1899. Bis zum Eintreffen Wellmans am 27. Februar behielt Bjørvig den gefrorenen Leichnam im Schlafsack in der Hütte, um ihn nicht den Eisbären zu überlassen. Bentsen wurde am Kap Heller bestattet. 1960 erneuerten sowjetische Forscher das Grab und brachten eine Gedenktafel an. Die Kartierung der Ostküste Wilczeklands und die dabei gemachte Entdeckung der benachbarten Graham-Bell-Insel durch Baldwin stellen die eigentliche Leistung der Wellman-Expedition dar.